# Battaglia di Lena
La battaglia di Lena si svolse il 31 gennaio 1208 presso Kungslena, una parrocchia della municipalità di Tidaholm, nella regione di Västergötland in Svezia.
L'evento bellico vide contrapposti il re Sverker II di Svezia e il principe svedese Erik Knutsson che era stato esiliato in Norvegia dopo aver reclamato il trono. Erik, infatti, era uno dei quattro figli del precedente re svedese Canuto I.
Sverker II, uno svedese cresciuto alla corte del re danese di cui era vassallo, poteva contare su un numeroso esercito (tra i 12 000 e i 18 000 soldati, in larga parte danesi) che gli era stato fornito da re Valdemar di Danimarca. Erik si presentava con un esercito più ridotto costituito da svedesi e ausiliari norvegesi.
Gli svedesi vinsero lo scontro (con l'aiuto di Odino secondo la tradizione), Sverker dovette riparare in Danimarca ed Erik venne incoronato re.